# Поносов, Александр Михайлович
Алекса́ндр Миха́йлович По́носов (род. 20 ноября 1966, посёлок городского типа Новоильинский, Нытвенский район, Пермская область, Россия) — российский педагог, предприниматель, общественный деятель.
Получил известность после того, как, будучи директором школы села Сепыч Верещагинского района Пермского края, стал обвиняемым по делу о незаконном использовании программ (компьютерное пиратство) корпорации «Microsoft» в возглавляемой им школе, где на школьных компьютерах были установлены нелицензионные копии Windows и Microsoft Office. В Microsoft оценили стоимость программ в 254 035,31 рубля. Директор школы заявил, что он не занимался установкой программ, они были установлены поставщиком компьютеров. 7 мая 2007 года Поносов был приговорён к штрафу в размере 5000 рублей, позже он обжаловал приговор и 19 декабря 2008 года был полностью оправдан.
В феврале 2008 года Поносов покинул пост директора школы, продолжая преподавательскую деятельность, и создал совместно с Виктором Алкснисом общественную организацию «Центр свободных технологий» (ЦеСТ), прекратившую существование в октябре 2009 года.

## Биография
Родился 20 ноября 1966 года в посёлке Новоильинский Нытвенского района Пермской области в старообрядческой семье. Отец, Михаил Афонасиевич Поносов, принадлежал к белокриницкому согласию. Почти всю свою жизнь он проработал на железной дороге в городе Верещагино Пермской области. Мать, Анна Ульяновна, потомственная староверка, принадлежавшая к часовенному согласию. По собственному признанию, «Моё детство до третьего класса прошло в Новоильинском. Кама, сосны — до сих пор люблю».
В 1976 году семья переехала на постоянное место жительства в город Верещагино Пермской области. Вместе с родителями часто бывал в других старообрядческих общинах, куда ездили на службы по праздникам. Когда находились дома, ходили на службы в Верещагинский храм, где родители состояли в причте.
В 1983 году окончил среднюю школу в Верещагине и поступил на учёбу на химико-технологический факультет Уральского политехнического института. Отучившись один курс, оставил учёбу: «не сдал сессию. Ну и что-то мне тоскливо стало: почти шестьсот километров от дома. Да и чувствую: химия — не моё. Говорю: ухожу». После этого вернулся домой и до призыва на службу работал электромонтёром на железной дороге.
В 1985—1988 годы проходил срочную службу на Тихоокеанском флоте, после чего работал в Свердловской области автослесарем и водителем автомобиля. Закончил службу в Югославии
В 1989 году приглашен на работу в родную школу: «брат позвал, он директором школы тогда был». Преподавал историю, географию, технологию, «одновременно заочно учился на историка. История, труды, география — все преподаватели сбежали на рынок. Приходилось всё вести». Отработав в школе год, ушёл из неё и «ударился в предпринимательство»
Тогда же был избран депутатом районного совета народных депутатов последнего созыва, входил в состав комиссии по образованию.
В 1990—1997 годы занимался предпринимательством: был директором малого предприятия и главой крестьянского хозяйства.
В 1994 году начинает преподавать в средней школе старообрядческого села Сепыч, куда переехал вместе с семьёй, историю, основы безопасности жизнедеятельности, физическую культуру. Вёл краеведческий кружок «Поиск».
В 2003 году закончил историко-политологический факультет Пермского государственного университета по специальности «история».
В 2004 году назначен директором Сепычёвской школы. Во многом благодаря ему, удалось «выбить» средства на строительство нового здания школы.
8 июня 2005 года в Сепычёвскую среднюю школу ИП Евдокимовым С. Ф. было поставлено 16 компьютеров, ранее заказанных последним в ООО «ИнстарТехнолоджи». Во всех счетах-фактурах и спецификациях не содержалось ссылок на программное обеспечение. Директор ООО «ИнстарТехнолоджи» — Кожевникова И. Н. позднее в судебном заседании пояснила, что компьютеры приобретались без ПО.

## Ход дела
Уголовный кодекс России ст. 146 «Нарушение авторских и смежных прав», часть 3:

особо крупный размер (стоимость прав превышает 250 тысяч рублей). Максимальное наказание по этой статье — 6 лет лишения свободы.

Учитель свою вину отрицает.
25 мая 2006 г. в ходе прокурорской проверки Сепычевской средней школы было выявлено использование программ для ЭВМ с признаками контрафактности на компьютерах, установленных в кабинете информатики. Указанное заключение сделал специалист Пугин Д. А. В июле прокуратурой Верещагинского района Пермского края в адрес Поносова А. М. было вынесено представление об устранении нарушений законодательства с указанием прекратить использование контрафактных программ. 30 июля Поносов в ответе на представление прокурора, указал, что использование контрафактных программ прекращено. Учителю информатики Красносельских вынесен выговор (впоследствии приказ об объявлении выговора был отменён самим Поносовым).
22 августа с соответствии с протоколом выемки, из помещения Сепычевской средней школы были изъяты 12 системных блоков с установленными на них программами для ЭВМ с признаками контрафактности, права на которые принадлежат корпорации Microsoft. 21 ноября следователь вручил Поносову постановление о привлечении его к суду в качестве обвиняемого и взял с него подписку о невыезде (по сообщениям rambler.ru). 9 января 2007 года в районном центре Верещагино Пермского края состоялось второе слушание, судья — Вера Баракина (Верещагинский районный суд). Суд выслушал обвинительное заключение, выступили свидетели со стороны обвинения. Потерпевшая сторона, представители компании Microsoft, на заседание суда не явилась.
29 января 2007 года на суде выступил представитель регионального дилера компании Microsoft и, в частности, сказал: «Сотрудник, который реализовал компьютеры с предустановленным контрафактом, получил наказание в размере 10 тысяч рублей штрафа». 12 февраля слушание дела продолжилось. По словам представителя суда, на заседании выступили свидетели со стороны защиты и обвиняемый. В частности, подсудимый Поносов отказался от примирения и не признал себя виновным. Обвинение предложило меру наказания в виде штрафа в 3000 рублей. 15 февраля суд решил закрыть дело ввиду незначительности причиненного компании Microsoft ущерба. Обвинения с Александра Поносова сняты не были, но и мера наказания также не была вынесена. Александр Поносов обжаловал постановление Верещагинского районного суда о прекращении возбужденного против него дела. В жалобе, направленной в Пермскую краевую коллегию судей, он требует вынесения оправдательного приговора. Прокуратура Верещагинского района Пермского края подала в суд региона жалобу на постановление районного суда. Прокурор Александр Троянов считает решение суда «незаконным по формальным основаниям». По мнению Троянова, судья не имела права прекращать уголовное дело, а «должна была вынести какой-либо приговор». 27 марта в городе Кудымкар Пермского края состоялось рассмотрение дела коллегией Пермского краевого суда. Коллегия по уголовным делам Пермского краевого суда отменила постановление Верещагинского суда и направила дело в суд первой инстанции на повторное рассмотрение иным составом суда. 3 мая состоялось повторное рассмотрение дела в Верещагинском суде. Судья — Тиунова Валентина Фатеевна. 4 мая судебное заседание продолжилось с прений участников процесса. Вердикт суда не был оглашен. 7 мая Верещагинский районный суд приговорил Александра Поносова к штрафу в размере 5 тыс. руб. и оставил мерой пресечения подписку о невыезде «до вступления приговора в законную силу». 18 мая Поносов обжаловал решение Верещагинского районного суда, кассационная жалоба подана в Пермский краевой суд. 14 июня Кудымкарское представительство Пермского краевого суда рассмотрело кассационную жалобу Александра Поносова и оставило приговор без изменения.
18 декабря суд Пермского края отказал в удовлетворении надзорной жалобы по делу Александра Поносова. 19 декабря Поносов подал жалобу в Европейский суд по правам человека.
30 апреля 2008 года Поносов отправил надзорную жалобу в судебную коллегию по уголовным делам Верховного суда РФ. 27 мая Верховный суд вернул надзорную жалобу «в связи с несоблюдением установленного главой 48 УПК РФ порядка принесения надзорных жалоб». «В соответствии с ч. 4 ст. 406 УПК РФ постановление судьи Пермского краевого суда от 18 декабря 2007 года об отказе в удовлетворении жалобы может быть пересмотрено председателем указанного суда». 12 ноября Поносов подал новую надзорную жалобу в Верховный суд РФ. 13 ноября Верховный суд РФ счёл обоснованной надзорную жалобу Александра Поносова на вынесенный ему приговор, а также на нарушения в ходе расследования и рассмотрения дела. Жалоба направлена на рассмотрение в президиум Пермского краевого суда. 19 декабря Пермский краевой суд, рассмотрев надзорную жалобу Александра Поносова, отменил приговор, вынесенный Верещагинским районным судом, полностью оправдав учителя.
После оглашения постановления Александр Поносов заявил, что потребует от государства возмещения причиненного морального и материального вреда из принципа: «Пусть вернут уплаченный штраф и хотя бы еще один рубль».
23 июля 2009 года Верещагинский районный суд, рассмотрев исковое заявление Поносова о возмещении материального и морального вреда, постановил: «взыскать с ответчика в счёт возмещения материального вреда 73 809 рублей 80 копеек, в возмещении морального вреда и публичном извинении прокурора отказать». 9 сентября Верещагинский районный суд удовлетворил иск А. Поносова о возмещении морального вреда, нанесённого обвинениями в компьютерном пиратстве. Было вынесено решение компенсировать моральные издержки в сумме 250 тысяч рублей. От своего требования публичных извинений от прокурора Поносов отказался. 13 ноября Поносов получил официальные извинения от имени государства, которые принёс прокурор Верещагинского района Пермского края младший советник юстиции И. Г. Катаев:
Александр Михайлович, в связи с прекращением 19.12.2008 года в отношении Вас уголовного дела по п. 2 ч. 1 ст. 146 УК РФ на основании п. 2 ч. 1 ст. 24 УПК РФ за отсутствием в деянии состава преступления во исполнение постановления Верещагинского районного суда от 29.09.2009 года в соответствии с ч. 1 ст. 136 УПК РФ от имени государства приношу Вам официальное извинение за причинённый вред.

## Мнения по делу Поносова

### Горбачёв и Лебедев
Бывший президент СССР Михаил Горбачёв и депутат Госдумы Александр Лебедев обратились 5 февраля 2007 года с открытым письмом к основателю корпорации Microsoft Биллу Гейтсу с просьбой «отозвать претензии» к Александру Поносову. Текст открытого письма был опубликован на страницах «Новой Газеты».

### Путин
В ходе пресс-конференции 1 февраля 2007 года Президент России, отвечая на вопрос радиостанции «Маяк», заявил:

Я не в курсе этого дела. Могу только сказать о том, что мы, конечно, взяли на себя обязательства, да и наша политика в любом случае будет направлена на то, чтобы защищать интеллектуальные права. Но это не должно проводиться формально, и, может быть, не очень удачное сравнение, но тем не менее, так же как в случае с борьбой с наркоманией, нужно бороться не с теми, кто употребляет, а с теми, кто распространяет и производит наркотики. И в этом случае, конечно, нельзя подходить формально. Ведь если это добросовестный приобретатель (в праве есть и такое понятие), то «хватать и не пущать» — это самое простое дело, а разобраться по существу всегда сложнее.
Если нужно вносить изменения в законодательство, которое является, как я вижу, не очень совершенным, значит, подумаем над этим. Но вот так взять и хватать человека за то, что он купил там компьютер какой-то и угрожать ему тюрьмой, это чушь собачья.
— Владимир Путин

### Microsoft
Microsoft рассматривает возможность заключения мирового соглашения в данном деле. Для заключения мирового соглашения по законодательству необходимы несколько условий. Первое — это признание вины в данном нарушении. И как нам кажется, в данном случае, вина нарушителя, прежде всего, в том — до определённой степени — в незнании, как правильно управлять таким сложным активом, как программное обеспечение.
— Ольга Дергунова
Заявление российского офиса Microsoft:

Мы уверены в том, что суд решит вопрос о виновности или невиновности должностного лица в нарушении авторских прав после тщательного изучения всех обстоятельств дела. Microsoft не рассматривает данное дело как злостное нарушение своих прав, не заявляла и не намерена заявлять гражданского иска.

Должен ли директор школы уметь управлять таким сложным активом, как программное обеспечение? Ответ: да, конечно. Потому что он директор. Но необязательно это делать ему самому. Должны быть уполномоченные люди внутри организации: за деятельность компьютерного класса отвечает — дальше кто-то уполномочен, да, например IT-директор.
— президент «Майкрософт Рус» Ольга Дергунова (2004—2007)

## Другие события
- По заявлению сотрудника министерства образования Пермского края, пожелавшего остаться неизвестным,

директор, конечно, ни в чем не виноват, но, признав это, мы должны будем признать, что такая проблема есть в каждой школе. А это испортит отчетность по информатизации, за которую с нас очень строго спрашивает Москва.

- 26 января 2007 на совещании по реализации проекта «Информатизация системы образования» с руководителями муниципальных органов управления и муниципальных методических центров были заслушаны предложения экспертов «Общества защиты авторских и смежных прав». Наиболее приемлемым был признан подход, при котором в школах будут стараться применять свободно-распространяемое программное обеспечение, такое как операционная система GNU/Linux и приложения «Русский офис», «OpenOffice.org», «LaTeX».[22][23]
- 6 марта 2007 первый вице-премьер Дмитрий Медведев, отвечая на вопрос об использовании в школах открытого ПО в ходе он-лайновой конференции[24] заявил, что «это действительно важная и серьёзная тема по самому разному набору обстоятельств. Начиная с того, что у нас довольно значительное число программных продуктов в различных местах эксплуатируется с нарушением лицензионного законодательства. Это, к сожалению, так, и мы об этом открыто говорим. И сегодня, в рамках тех процессов, которые идут, связанных со вступлением России в ВТО, мы приняли на себя обязательство избавиться вот от таких пиратских наслоений и сделать работу по этим вопросам абсолютно открытой. Но это часть темы. Есть и другая сторона медали. Вот эти программные продукты, они всем известны, которые продаются и которые в общем и целом стоят… ну не таких уж и маленьких денег, и приносят крупным производителям того, что называется soft, довольно приличные, если не сказать огромные, прибыли…».
- 27 мая 2007 Депутат Государственной думы В. И. Алкснис внес на рассмотрение проект Обращения Государственной Думы к Президенту Российской Федерации В. В. Путину о необходимости разработки отечественного программного обеспечения.[25]
- 21 сентября 2007 И. о. первого вице-премьера Дмитрий Медведев заявил[26] о том, что «в течение ближайших трех лет все отечественные школы должны быть избавлены от пиратских компьютерных программ и перейти преимущественно на отечественные. Независимость в сфере информтехнологий, по мнению Медведева, станет одним из главных условий обеспечения независимости нашей страны в целом».
- 12 октября 2007 Рособразования объявлен конкурс «Разработка и апробация в пилотных субъектах Российской Федерации пакета свободного программного обеспечения для использования в общеобразовательных учреждениях Российской Федерации в 2007—2008 годах».[27]
- В декабре 2007 года было объявлено о результатах конкурса на разработку и апробацию пакета свободного программного обеспечения для использования в общеобразовательных учреждениях Российской Федерации. Свободное программное обеспечение будет внедряться в школы пилотных регионов, которыми выбраны Пермский край[28], Татарстан[29] и Томская область[30]. Принято решение в пилотных регионах внедрить версии Linux на основе ALT Linux, чтобы по итогам внедрения в конце 2008 года сделать взвешенный и обоснованный выбор, о продолжении внедрения СПО во всех регионах России. Помимо внедрения Linux в пилотных регионах в рамках федерального тендера, в настоящее время идет проект по внедрению Linux и свободного программного обеспечения в школах и вузах Ханты-Мансийского Автономного Округа — Югры (опыт ХМАО-Югры также будет учтен при выборе дальнейшей стратегии работы со свободным ПО в народном образовании[31]), а также в школах ЮАО Москвы[32].
- В декабре 2007 года Microsoft и Федеральное Агентство по Образованию Российской Федерации заключили лицензионное соглашение на использование пакета ПО Microsoft на компьютерах всех общеобразовательных учебных заведений Российской Федерации, а также на домашних компьютерах учителей в рамках проекта «Обеспечение лицензионной поддержки стандартного (базового) пакета программного обеспечения для использования в общеобразовательных учреждениях Российской Федерации в 2007—2009 годах» («Первая Помощь»). Главная особенность этого соглашения — беспрецедентно низкая цена (ориентировочная цена лицензий на программное обеспечение базового пакета в расчете на 1 персональный компьютер составляет 8 долларов США в год). В состав ПО по соглашению вошли локализованные версии настольных операционных систем, комплектов офисных приложений и лицензий клиентского доступа к серверному ПО Microsoft.
- 11 февраля 2008 года Поносов покинул должность директора Сепычевской средней школы. Ожидается, что он займется научной деятельностью, а также примет активное участие в проекте по внедрению пакета свободного программного обеспечения в образовательных учреждениях.[33][34]
- 19 февраля 2008 года Поносов и Виктор Алкснис объявили о создании региональной общественной организации «Центр свободных технологий» (ЦеСТ), целью которой станет организация поддержки, разработки и развития свободного ПО.[35]
- 28 мая 2008 года по инициативе ЦЕСТа депутат Госдумы Сергей Гаврилов направил депутатский запрос на имя министра образования Республики Башкортостан Зинната Аллаярова по поводу выговора, вынесенного учительнице информатики школы № 15 города Белебей Наталье Протопоповой «за самовольную перезагрузку школьного ноутбука с программы Windows Vista на программу ASP Linux».[36]
- 13 октября 2009 года в Livejournal Алкснис опубликовал сообщение о прекращении деятельности ЦеСТ[37]